# دینو بوتزاتی
دینو بوتزاتی (به ایتالیایی: Dino Buzzati) (زاده ۱۶ اکتبر ۱۹۰۶ - درگذشته ۲۸ ژانویه ۱۹۷۲) نویسنده اهل ایتالیا بود.
معروفترین کتاب او رمان بیابان تاتارها (Il deserto dei Tartari) است که شهرت جهانی یافته است. از این کتاب فیلمی هم ساخته شده که فیلمبرداری آن در ارگ تاریخی بم در ایران صورت گرفته است.
دینو بوتزاتی نویسنده نامدار ایتالیایی در سال ۱۹۰۶ در شهر بلونو از شهرهای استان ونیز ایتالیا به دنیا آمد. اولین رمان بوتزاتی- «بارنابوی کوهستان‌ها» - نام این نویسنده را بر سر زبان‌ها انداخت.
در سال ۱۹۵۸ کتاب «شصت داستان» بوتزاتی جایزه معتبر استرگا را برای نویسنده به ارمغان می‌آورد و در سال ۱۹۶۰ رمان «تصویر بزرگ» به چاپ می‌رسد (که اولین رمان علمی- تخیلی در تاریخ ادبیات ایتالیا به حساب می‌آید).
داستان کولومبره در زمره بهترین داستان‌های کوتاه بوتزاتی است.
تعداد زیادی از داستان‌های او توسط کارگردانان معاصر ایتالیا به صورت فیلم درآمده که برای نمونه می‌توان از فیلم‌های بارنابوی کوهستان به کارگردانی ماریوبرنتا، یک مورد بالینی (اوگوتونیاتزی) و صحرای تاتارها به کارگردانی والریو زورلینی نام برد. بسیاری از صحنه‌های فیلم صحرای تاتارها در ارگ بم فیلمبرداری شده بود.
پیشینه ترجمه‌های این نویسنده در زبان فارسی به دهه پنجاه بازمی‌گردد که دو کتاب «تصویر بزرگ» ترجمه بهمن فرزانه و «بیابان تارتارها» ترجمه سروش حبیبی به چاپ رسید. در سال‌های اخیر نیز آثار این نویسنده به همت مترجمانی چون رضا قیصریه (سامر ۱۳۷۹)، مهشید بهروزی (صحرای تاتارها ۱۳۶۵)، محسن ابراهیم (برندهٔ جایزهٔ بنیاد بوتزاتی برای ترجمهٔ بیست داستان- شصت داستان- کولومبره و پنجاه داستان دیگر- صحرای تاتارها) به چاپ رسیده است.
دینو بوتزاتی در سال ۱۹۷۲ در سن ۶۶ سالگی به علت ابتلا به سرطان لوزالمعده درگذشت.

## آثار
- صحرای تاتارها (1940) (Il deserto dei Tartari)
- بارنابوی کوهستان‌ها (Barnabo delle montagne)
- هفت فرستاده (I Sette Messaggeri) (1942)
- مرده اشتباهی
- "متاسفیم از ..."
- راز جنگل کهن (1935) (Il segreto del Bosco Vecchio)
- کولومبره
- شصت داستان
- یک مورد بالینی
- تصویر بزرگ

و دیگر داستان‌ها.